# نظریه صدق‌ساز
نظریهٔ صدق‌ساز (به انگلیسی: Truthmaker theory) ِ «شاخه ای از متافیزیک است که روابط بین آنچه صادق است و آنچه را که وجود دارد کاوش می‌کند.» شهود پشت نظریه صدق‌ساز این است که صدق وابسته به وجود است. برای نمونه، گفته می‌شود که تجربه ادراکی (perceptual experience) یک درخت سبز رنگ صادق است چون واقعاً یک درخت سبز رنگ وجود دارد؛ ولی اگر درختی وجود نداشته باشد، چنین تجربه ای کاذب است. بنابر این تجربه مورد نظر به خودی خود درستی یا نادرستی را تضمین نمی‌کند، بلکه به چیز دیگری وابسته است. به بیانی جامع تر، نظریه صدق‌ساز این تز را مطرح می‌کند که صدقِ صدق‌بَران (truthbearers) وابسته به وجود صدق‌سازان (truthmakers) است. در مثال بالا، تجربه ادراکی یک صدق‌بَر است. بسیاری از اشیاء نمایشگر (representational entities) مانند باورها، افکار یا ادعاها می‌توانند نقش صدق‌بَر را ایفا کنند. مدافعان نظریه صدق‌سازی دربارهٔ اینکه چه چیزهایی می‌توانند نقش صدق‌ساز را ایفا کنند اختلاف نظر دارند؛ دو کاندیدای پرطرفدار وضعیات امور (states of affairs) و تروپ‌ها (tropes) هستند.
صدق‌سازی حداکثری (truthmaker maximalism) بر آن است که هر صدقی یک صدق‌ساز دارد. یک دیدگاه جایگزین صدق‌سازی اتمی (truthmaker atomism) است، این تز که فقط جملات اتمی دارای حقیقت ساز هستند.

## خلاء صدق‌سازی
یک خلاء صدق‌سازی (truthmaker gap) صدقیست که فاقد صدق‌ساز باشد. صدق‌سازی حداکثری بر آن است که خلاءهای صدق‌سازی وجود ندارد: هر صدقی یک صدق‌ساز دارد. از سوی دیگر، باورمندان به صدق‌سازی غیرحداکثری اجازه می‌دهند که برخی از صدقها فاقد صدق‌ساز باشند. صدق‌سازی غیرحداکثری همچنان صدق‌سازی محسوب می‌شوند، به این معنا که از شهود اصلی نظریه صدق‌سازی پیروی می‌کنند که می‌گوید صدق به وجود بستگی دارد.

## اصول صدق‌سازی
اصول مختلف حاکم بر رابطه صدق‌سازی ارائه شده‌است. هدف آنها تصریح شهود ما دربارهٔ نقش و ماهیت صدق‌سازیست.
اصل استلزام (entailment principle) بیانگر این است که اگر شیء e (به انگلیسی: entity e) یک صدق‌ساز برای گزارهٔ p باشد و p گزارهٔ q را نتیجه دهد، e برای q نیز یک صدق‌ساز است.
اصل عطف (conjunction principle) بیانگر این است که اگر شیء e یک صدق‌ساز برای عطف گزارهٔ p و گزارهٔ q باشد، e برای p نیز یک صدق‌ساز است.
اصل فصل (disjunction principle) بیانگر آن است که اگر شیء e یک صدق‌ساز برای فصل گزارهٔ p و گزارهٔ q باشد، e یا یک صدق‌ساز برای p است یا یک صدق‌ساز برای q.
این اصول شهوداً درست به نظر می‌رسند، اما نشان داده شده که در صورت ترکیب با سایر اصول معقول به نتایج معقولی منجر می‌شود.

## ارتباط با نظریهٔ تطبیقی صدق
نظریه تطبیقی صدق بر آن است که صدق شامل تطبیق با واقعیت است. یا به قول توماس آکویناس: «گفته می‌شود یک قضاوت زمانی درست است که با واقعیت خارجی مطابقت داشته باشد». نظریه صدق‌ساز رابطه نزدیکی با نظریه تطبیقی صدق دارد؛ برخی از نویسندگان آن را نسخه مدرنی نظریه تطبیقی می‌دانند. شباهت بین این دو را می‌توان در نمونه تعریف‌های زیر مشاهده کرد:
- نظریه تطبیقی: باور زینب به آبی بودن آسمان درست است اگر و فقط اگر این باور در رابطه تطبیق با این واقعیت که آسمان آبیست باشد.
- نظریه حقیقت ساز: باور زینب به آبی بودن آسمان درست است اگر و فقط اگر این باور در رابطهٔ صدق‌سازی با این واقعیت که آسمان آبیست باشد.

## خواندنی‌های بیشتر
- Armstrong, D. M. (2004). Truth and truthmakers. Cambridge: Cambridge University Press. شابک ‎۰−۵۲۱−۵۴۷۲۳−۷ISBN ۰-۵۲۱-۵۴۷۲۳-۷
- Beebee, H. , & Dodd, J. (Eds.). (2005). Truthmakers: The contemporary debate. Oxford: Oxford University Press. شابک ‎۰−۱۹−۹۲۸۳۵۶−۷ISBN ۰-۱۹-۹۲۸۳۵۶-۷
- Fine, Kit (2018) Truthmaking and the is–Ought Gap. Synthese, 1-28.
- Lewis, David (2001) Truthmaking and Difference-Making, Noûs 35 (4):602–615.
- MacBride, Fraser. (2013). “Truthmakers.” Stanford Encyclopedia of Philosophy
- Mulligan, K. , Simons, P. M. and Smith B. (1984). "Truth-Makers", Philosophy and Phenomenological Research, 44, 287–321.
- Mulligan, K. (2007). Two dogmas of truthmaking, Metaphysics and Truthmakers Frankfurt: Ontos Verlag, 51-66.
- Rodriguez-Pereyra, Gonzalo. (2006). “Truthmakers. ” Philosophy Compass (1), 186–200.
- Smith, B. (1999). “Truthmaker Realism”, Australasian Journal of Philosophy, 77 (3), 274–291.